# 水野勝 (演員)
水野勝（1990年11月22日—）是日本的演員・藝人， 中京圈的當地男子團體BOYS AND MEN的成員之一。暱稱為リーダー，まさるん，まさるさん
愛知県出身。隸屬於FORTUNE ENTERTAINMENT INC.。。身高184cm。在BOYS AND MEN中的代表色為金色，為隊長。